# The Second Deluge
The Second Deluge  è un romanzo breve di genere fantastico dello scrittore statunitense Garrett P. Serviss del 1911.

## Trama
"The Second Deluge" (Il Secondo Diluvio Universale) di Garrett Putman Serviss descrive le conseguenze catastrofiche di un incombente evento spaziale che provocherà una straordinaria inondazione sulla Terra. Il protagonista è Cosmo Versál, un appassionato scienziato preso dai suoi calcoli e dalle implicazioni di un imminente disastro causato da una nebulosa che, prevede, si incontrerà con la Terra.
Avendo compreso la spaventosa grandezza dell'inondazione, ipotizza la costruzione di una Arca moderna e incita governi e popolazione a cercare la sopravvivenza costruendo idonee imbarcazioni.  
Versál affianca all'analisi scientifica  le sue previsioni  circa la altezza e la durata dell'inondazione, ipotizzando che anche le terre più elevate potrebbero essere sommerse.  Peraltro, ritiene che l'inondazione, per quanto devastante, non durerà per sempre, consentendo una ripresa della vita "normale" dopo la catastrofe.
Il racconto tratta i temi della sopravvivenza, dell'ingegno umano e delle tragiche conseguenze di possibili eventi cosmici, in un racconto fantascientifico ed avventuroso.   

### Edizioni
- (EN) Garrett P. Serviss, The Second Deluge, 1ª ed., McBride, Nast & Company, New York, 1912, ISBN non esistente.